# Gevokizumab
Il gevokizumab (XOMA 052 secondo la Denominazione Comune Internazionale) è un anticorpo monoclonale umanizzato che ha per target la porzione beta dell'interleuchina 1; negli studi clinici attualmente in corso per valutare l'efficacia e la tollerabilità dell'anticorpo, esso è somministrato sotto forma di iniezioni a cadenza mensile.
Le sperimentazioni cliniche attualmente in corso riguardano pazienti affetti da diabete mellito di tipo 1 o di tipo 2, da poliartrite reumatoide e da alcune patologie dell'apparato cardiovascolare. Si è osservata una riduzione dei tassi glicemici negli individui con diabete mellito di tipo 2.
Il gevokizumab sembra ridurre il profilo sintomatologico dell'uveite connessa alla sindrome di Behçet.